# Gilles-François de Gottignies
Pour les articles homonymes, voir Gottignies.
Gilles-François de Gottignies, né le 10 mars 1630 à Bruxelles et décédé le 6 avril 1689 à Rome, était un prêtre jésuite belge, célèbre mathématicien et astronome du XVIIe siècle.

## Biographie
Fils d'Augustin de Gottignies, haut magistrat et membre des Lignages de Bruxelles, appartenant à une famille dont plusieurs membres furent célèbres, Gilles-François est étudiant de Grégoire de Saint-Vincent avant d’entrer dans la Compagnie de Jésus en 1653. Il fait son noviciat à Malines. Ses dons évidents pour les sciences font qu’il est envoyé à Rome poursuivre ses études au Collège Romain, alors à la pointe de la recherche scientifique. Il y est ordonné prêtre en 1660 et peu après (1661) de Gottignies est déjà professeur de mathématiques au même Collège Romain. Il le sera jusqu'à sa mort en 1689.

## Contribution
Très activement engagé dans la communauté scientifique de Rome il s’intéresse d’abord à l’astronomie qui fait précisément à cette époque post-galiléenne des progrès considérables grâce aux nouveaux instruments d’observation. Dans une célèbre lettre de 1665 de Gottignies met en doute certaines observations de Jean-Dominique Cassini, astronome de Louis XIV, faites à la suite de l’éclipse de la planète Jupiter. Outre l’astronomie de Gottignies publie des travaux sur les sciences naturelles et surtout la logique scientifique qui semble être son domaine de prédilection. Il dessine également un grand nombre d’instruments de mesures  scientifiques. Plusieurs de ses œuvres seront traduites en français (entre autres par le naturaliste Buffon) pour faire partie de la Collection académique de l’Académie royale des sciences de France.

## Œuvres (toutes en latin)

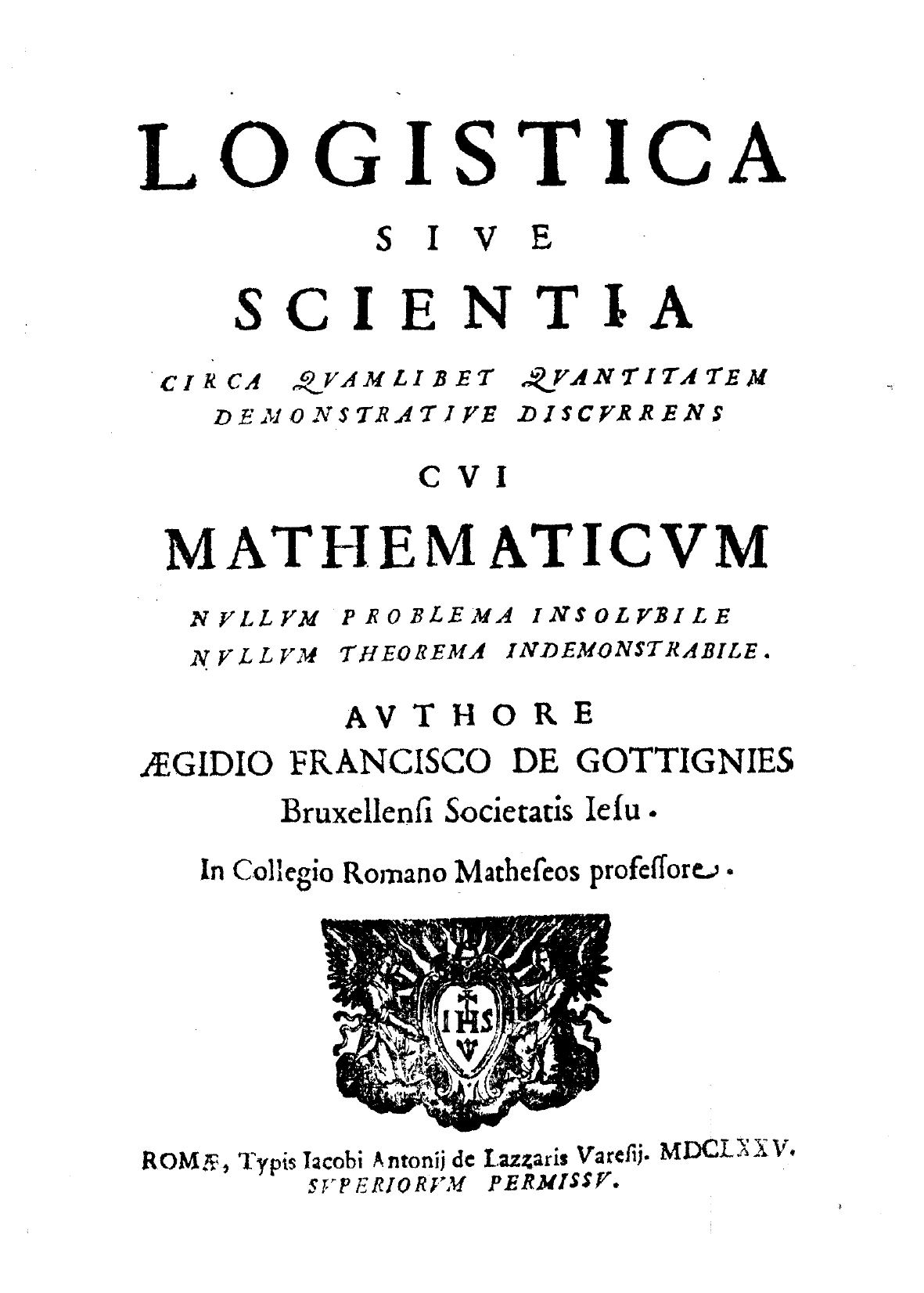
Logistica, 1675

- Astronomicae epistolae duae, Bologne, 1665
- Elementa geometriae planae, Rome, 1669
- Logistica, Rome, 1675
- Arithmetica introductio, Rome, 1676
- Logistica idea speculativè et praticè declarata, Rome, 1677
- Problema duplatio trianguli aequilateri independenter ab alijs quam prioribus tribus libris euclidis, Rome, 1681
- Logica universalis sive mathesis, Naples, 1687